# バスケットボールトルコ代表
バスケットボールトルコ代表（Turkey national basketball team）は、トルコバスケットボール連盟により国際大会に派遣されるバスケットボールのナショナルチームである。

## 経歴
オリンピックには過去2回出場しているが、1952年ヘルシンキ以降は出場がない。
2001年に自国開催のユーロバスケットで準優勝となり、2002年に世界選手権初出場。2005年にキリンインターナショナルバスケットボールで優勝し2006年のワイルドカード（主催者推薦枠:次回開催国）として出場し、6位となった。
2010年には、自国開催で行われた世界選手権に出場し、準優勝を遂げる。
2019年FIBAバスケットボール・ワールドカップでは1次ラウンドで初戦の日本戦を快勝し、続く第二戦のアメリカとの試合では勝利まであと一歩のところまで追い詰めるも、延長戦の末敗北。続く第三戦のチェコとの試合では完敗に終わり、2次ラウンド進出を逃した。
2023年FIBAバスケットボール・ワールドカップ欧州予選では4勝6敗という成績で予選敗退に終わり、2002年から続いていたワールドカップ連続出場が途切れた。

## 主な国際大会成績
- 夏季オリンピック
  - 1936年：15～21位
  - 1952年：17～23位
- 世界選手権
  - 2002年：9位
  - 2006年：6位
  - 2010年：準優勝
  - 2014年：8位
  - 2019年：22位
- ユーロバスケット
  - 準優勝：2001

## 主な代表選手
- オメル・アーシュク
- フルカン・アルデミル
- セディ・オスマン
- エルサン・イルヤソバ
- アルペラン・シェングン
- フルカン・コルクマズ
- メメット・オカー
- ヒド・ターコルー
- オメール・ユルトセブン
- シェーン・ラーキン

## 歴代ヘッドコーチ
- エルギン・アタマン（2014-2016,2022-）
- ウフク・サリジャ （2017-2020）